# ریموند ابراهیم
ریموند ابراهیم (متولد ۱۹۷۳) یک کتابدار تحقیقاتی، مترجم، نویسنده و مقاله‌نویس آمریکایی است. تمرکز او در مورد تاریخ و زبان عربی و وقایع جاری است. او نویسنده دو کتاب Crucified Again: Exposing Islam's New War on Christians ‏(Regnery, 2013) و The Al Qaeda Reader ‏(Doubleday, 2007) است.

## زندگی شغلی
ابراهیم قبلاً یک متخصص زبان عربی برای بخش شرق نزدیک کتابخانه کنگره بود.